# ماسيمو مويا
ماسيمو مويا (9 مارس 1987 بلييج في بلجيكا - ) هو لاعب كرة قدم بلجيكي في مركز الوسط. شارك مع منتخب بلجيكا تحت 19 سنة لكرة القدم ومنتخب بلجيكا تحت 21 سنة لكرة القدم. أما مع النوادي، فقد لعب مع نادي رويال شارلروا ونادي سوشو ونادي سينت ترويدن ونادي غينت ونادي سي إس فيزيه وRoyale Union Tubize-Braine ‏.

## وصلات خارجية
- ماسيمو مويا على موقع الاتحاد البلجيكي (الإنجليزية)
- ماسيمو مويا على موقع قاعدة بيانات كرة القدم.إي يو (الإنجليزية)